# Halifax, Virginia
Halifax är administrativ huvudort i Halifax County i Virginia. Vid 2010 års folkräkning hade Halifax 1 309 invånare.